# Genes and Development
Genes and Development (abrégé en Genes Dev.) est une revue scientifique à comité de lecture spécialisée dans la recherche sur la génétique et la biologie moléculaire.
D'après le Journal Citation Reports, le facteur d'impact de ce journal était de 8,99 en 2018. L'actuel directeur de publication est T. Grodzicker (Cold Spring Harbor, États-Unis).